# Ectropothecium arcuatum
Ectropothecium arcuatum là một loài Rêu trong họ Hypnaceae. Loài này được Mitt. mô tả khoa học đầu tiên năm 1873.